# مسجد ومدرسة الإسكندرية (حيس)
مسجد ومدرسة الإسكندرية وهو أحد المباني الاثرية ويقع في مدينة حيس التابعة لمحافظة الحديدة وهو مسجد أثري قديم لـه مآذنه من أجمل المآذن وأطولها في مدينة حيس يرجع تاريخ بنائه إلى عهد الدولة الرسولية وتحديداً خلال فترة حكم الملك المجاهد علي بن داوود وكانت تسمى بالمدرسة الياقوتية نسبة إلى زوجتة «جهة الطواشي اختيار الدين ياقوت» ثم قام بتجديد عمارتها السلطان الملك الأشرف الثاني (إسماعيل بن العباس 778-803هـ، كما قام بتجديد عمارتها السلطان الملك الظافر عامر بن عبد الوهاب 894-923هـ، وأعيد بناؤها خلال حكم المماليك المصريين في اليمن 923-946هـ بأمر الوالي إسكندر موز 930-943هـ، الذي قام بتجديد عمارتها كما أوقف لها أموالأً وأملاكاً فأطلق الأهالي عليها مدرسة الإسكندرية نسبة إليه، بدلاً من أسمها القديم المدرسة الياقوتية.

## الوصف المعماري
توجد توجد به قبة كبيرة في وسطه بالإضافة إلى سلم حلزوني الشكل يصل إلى منارته التي يبلغ ارتفاعها حوالي 20م والمسجد بني من الآجر (الياجور) و به نقوش وزخارف تحوي لفظ الجلالة في جهة القبلة.
و تخطيط المدرسة بناء من الآجر مستطيل الشكل يتم الدخول إليه من مدخل يفتح في الجهة الشرقية، وفتحة المدخل مستطيلة الشكل يعلوها عقدان مفصصان. يؤدي المدخل إلى فناء مكشوف يتم الدخول منه إلى بيت الصلاة عن طريق باب يفتح في واجهتها الجنوبية. بيت الصلاة مستطيل الشكل طوله من الشرق إلى الغرب 14.50 م وعرضه من الشمال إلى الجنوب 5 م. تتكون بيت الصلاة من جناحين بسقفين مسطحين، وتتوسط الجناحين بلاطة المحراب وتغطيها بيت قبة كبيرة تقوم على أربع حنايا ركنية.
يتوسط المحراب الجدار الشمالي لهذه البلاطة، وهو عبارة عن تجويف في عمق الجدار معقود بعقدين مفصصين، وتكتنفه من الجانبين نافذتان مستطيلتا الشكل.
رواق المدرسة : بناء مستطيل تغطي الجزء الغربي منه قبتان مناطق الانتقال فيها حطات (صفوف ) من المقرنصات، ويغطي الجزء الشرقي سقف جمالوني. يفتح الرواق على الفناء بواسطة ثلاثة عقود مدببة الشكل.